# شهرستان ماسون (واشینگتن)
شهرستان ماسون، واشینگتن (به انگلیسی: Mason County, Washington) یک شهرستان در ایالات متحده آمریکا است که در ایالت واشینگتن واقع شده‌است.

## خصوصیات
شهرستان ماسون ۲٬۷۲۲٫۰۹ کیلومترمربع مساحت دارد.